# Love and Rage
Love and Rage a été une fédération anarchiste américaine. 

## Historique
Le Love and Rage Network a été créé lors d'une conférence pour lancer un journal anarchiste révolutionnaire nord-américain au mois de novembre 1989. Le projet de journal a évolué dans une série de North American Anarchist Gatherings (Rassemblements anarchiste Nord Américain), en 1986 à Chicago, en 1987 à Minneapolis, en 1988 à Toronto et en 1989 à San Francisco. Au rassemblement de 1986, un réseau de groupes a commencé à se former. Au rassemblement de 1987 le Mayday Network a été établi et l’année suivante, les discussions sur le journal anarchiste nord-américain ont mené à la production de deux journaux à une seule parution Rage et Writing on the Wall, qui furent les prédécesseurs de Love and Rage/Amor y Rabia.
En 1991, les groupes publiant le journal formèrent le Love and Rage Network. Cette même année, un rassemblement anarchiste à Cuernavaca au Mexique, amène la création du premier groupe Amor y Rabia dans la ville de Mexico. En 1993, le groupe de Mexico, avec le support des autres au Mexique, commencent à publier son propre journal, Amor y Rabia. 
En 1993, les principaux groupes de New York, Minneapolis, San Francisco et Mexico et les autres exprimèrent le désir d'une structure fédérale plus étroite. C'est alors que le réseau Love and Rage fut renommé Love and Rage Revolutionary Anarchist Federation. À ce moment, les membres de Love and Rage étaient très actifs dans l'action anti-klan[Quoi ?] et anti-nazi et la constitution de l'Anti-Racist Action (ARA). Les autres étaient actifs à la défense des cliniques d'avortement et à la solidarité avec les prisonniers/ières.
L’initiative de base est cependant venue d’un groupe basé à Minneapolis, le Revolutionary Anarchist Bowling League (RABL). L'organisation trotskyste, Revolutionary Socialist League (RSL) (qui se désintégra immédiatement après qu’une fraction de leurs membres ait participé à la fondation du nouveau projet, et leur donna leur 501(c)3 (exemption de la taxe sur le revenu fédérale aux organisations sans-profit)) fut aussi l’une des principales forces du projet. 
Les supporteurs initiaux incluent des collectifs anarchistes de Chicago, San Francisco, Miami, Atlanta, Toronto et Knoxville. Une autre forte influence sur l’organisation a été le collectif Free Society qui était influencé par les théories d’écologie sociale de Murray Bookchin. Ils commencèrent à publier leur journal bilingue Love and Rage/Amor y Rabia en janvier 1990. Plusieurs anarchistes étaient très vigilant(e)s face au réseau et à la fédération, se demandant s'ils étaient réellement anarchiste, quelques anarchistes se sont même demandés si le RSL n'était pas un groupe trotkyste performant une quelconque tactique entriste. Le groupe Fifth Estate, avaient accusé Love and Rage d’être secrètement une secte léniniste depuis le début. Même si quelques membres du collectif de New York sont finalement devenus léninistes, cette accusation n’a pas de sens pour la plupart des membres du groupe, qui se définissaient comme anarchistes et rejetaient le léninisme. Les développements subséquents ont révélé que les membres de l’ex-Revolutionary Socialist League étaient parmi les anarchistes les plus orthodoxes de l’organisation. Pour les membres de Love and Rage, l’influence trotkyste sur le groupe n’a jamais eu de sens, alors que les membres du groupe ex-RSL tendaient à être une génération plus vieux/vieilles que le 20-30 ans de la plupart du reste du groupe.
Même si les membres officiels de Love and Rage n’ont jamais excédé 150 personnes (et que moins de 40 personnes se sont présentées à la conférence finale), il y a eu plusieurs fois où les gens sont passés par l’organisation et celle-ci avait un cercle de sympathisants et de lecteurs de son journal encore plus grand. (Le dernier numéro a été imprimé à 9 000 exemplaires). Love and Rage avait une culture très vivante du débat interne qui, pour la plus grande partie de son existence, évita les querelles sectaires. Alors qu'elle a largement rejeté l'emphase placée sur la construction d'un organisation révolutionnaire disciplinée, Love and Rage influença les perspectives politiques d'une fraction des jeunes activistes qui allaient en sortir pour jouer des rôles majeurs dans le mouvement anti-globalisation, en particulier dans la compréhension du rôle du racisme dans rouages de la société américaine.

## Actions militantes
Dans ses incarnations variées (comme journal, réseau et fédération), Love and Rage avait une orientation activiste forte et ses membres participèrent aux luttes sur différentes questions. La première « grosse action » avec le soutien de Love and Rage a été la 1990 Earth Day Wall Street Action, une journée d'action directe ciblant les conséquences écologiques du capitalisme. Love and Rage a appelé au premier Black bloc aux États-unis, une échappée du corps principal de la marche sur Washington de janvier 1991 contre la première guerre du golfe persique, black bloc qui s'est alors attaqué aux quartiers généraux du Fonds monétaire international (FMI).
Le soulèvement des zapatistes, en 1994, au Chiapas, a concentré l'attention de l'organisation sur le travail de solidarité avec les zapatistes. Des membres du Amor y Rabia ont rapidement établi contact avec les zapatistes et les membres du Love and Rage aux États-Unis ont été des premiers participants à établir des groupes de solidarité avec les zapatistes et à propager des traductions anglaises de leurs communiqués. À la convention de Love and Rage de 1994, la solidarité au Mexique, l'abolition des prisons et l'antifascisme (incluant la lutte contre la brutalité policière, la lutte contre le Ku Klux Klan, et la lutte pour les droits des homosexuels/les et le droit à l'avortement) furent décidés comme les trois principaux terrains de travail de l'organisation.
Les membres du Love and Rage ont aussi participé à plusieurs luttes contre les mesures néo-libérales américaines. Celles-ci incluent la lutte contre la coupure de budgets et les frais d'inscription croissants à l'université de New York, une campagne en faveur de salaires décents Vermont[Quoi ?], et des liens avec les organisateurs pour les Droits au Bien-être à Minneapolis.

## Divisions
Depuis le commencement, les membres de Love and Rage n'accordaient pas beaucoup d'importance à l'orthodoxie anarchiste et adoptaient des positions fortement influencées par quelques variétés de marxisme. Ils ont soutenu les luttes de libération nationale et ont tenu compte des privilèges des gens de peau blanche dans leur analyse du racisme aux États-Unis en argumentant que les bénéfices matériels et psychologiques reçus par les travailleurs/euses blancs/ches aux dépens des travailleurs/euses non-blancs/ches (surtout les afro-américains/es) sabotaient la base de l'unité de classe ouvrière multi-raciale et devait, ce faisant, être confronté directement si une telle unité était désirée. 
Ces idées sont arrivées dans l'organisation spécialement à cause du rôle de solidarité avec les prisonniers/ières, qui a forgé des relations personnelles entre des membres de Love and Rage et des ex- ou encore membres de groupes tels que, le Black Panther Party, le Black Liberation Army, le Weather Underground Organization et la George Jackson Brigade. La théorie a des racines complexes, composées entre autres, d'un nationalisme noir et de la pensée communiste américaine et devint très influente dans la Nouvelle gauche au travers des écrits de Noel Ignatiev et Ted Allen. 
À la fin des années 1950 et au début des années 1960, Ignatiev et Allen étaient tous les deux membres du Provisional Organizing Committee, né d'une scission maoïste du CPUSA. Ignatiev était devenu actif dans la Students for a Democratic Society et était plus tard devenu une des figures de tête dans la Sojourner Truth Organization, une organisation influencée par le maoïsme et le marxisme autonomiste italien. Il a brièvement joint Love and Rage mais les dénonça comme « incapables de construire un contre-pouvoir » à la conférence de 1994, et a quitté après moins d'un an. Quelques membres de l'organisation se sont aussi fait écho de Lénine en argumentant sur la nécessité de formes disciplinées d'organisation révolutionnaire. 
Les deux positions entre lesquelles l'opposition était la plus marquée, l'une préconisant une organisation cadre et l'autre prônant des groupes plus locaux fédérés étaient basées du côté de New York, où les membres militant au sein du mouvement étudiant, plutôt multiculturel et ouvrier de l'université de New York City University of New York(CUNY) en sont venus à remettre en question des principes essentiels de l'anarchisme, et Minneapolis, où l'environnement politique était plus concentré sur les projets d'organisation communautaire. L'émergence de deux tendances opposées était l'un des facteurs qui a amené le groupe à se séparer.
En 1996, des divisions majeures commencèrent à apparaitre dans l'organisation. Un ou deux membres les plus actifs de l'organisation, quittaient les idées anarchistes. Une autre faction faite principalement des ex-membres du RSL, argumentait pour des politiques anarchistes axées sur la classe ouvrière, en opposition à deux autres factions, qui désiraient se concentrer sur la question de race : l'une qui prenait la question des privilèges de la race blanche comme centrale ; et l'autre faction qui se concentrait surtout sur ce que plusieurs appelleraient un programme marxiste tiers-mondiste qui incluait un endossement du nationalisme des groupes raciaux non-blancs combiné avec un accent placé sur le genre et la sexualité. 
La division régionale de l'organisation, causée par les priorités différentes des gens locaux de la ville de New York et de Minneapolis ont également joué un rôle là-dedans. Le collectif de Minneapolis se concentrait d'abord sur la construction de relations avec les organisations locales, sur la construction d'un grand projet de Copwatch, et ont joué un rôle significatif dans les mobilisations locales autour du cas de Mumia Abu-Jamal, de la brutalité policière, de la solidarité aux zapatistes et aux droits à l'avortement. 
Alors que les différends sur le marxisme s'accentuaient entre les ex-RSL, beaucoup à Minneapolis trouvaient ce débat sans rapport avec l'organisation des actions et commencèrent à quitter l'organisation. La Love and Rage Revolutionary Anarchist Federation s'est officiellement dissoute en 1998. Les tendances marxistes basées dans les collectif à New York et dans San Francisco Bay Area ont formé le Fire by Night Organizing Committee, un groupe non anarchiste avec des antennes à New York et San Francisco. Deux autres des membres de New York (un desquels avait été maoïste avant de joindre Love and Rage) ont ensuite joint l'organisation marxiste Freedom Road Socialist Organization. 
Un deuxième groupe, ceux qui endossaient l'idée de privilège des blancs/ches dans leurs analyses et, qui étaient groupés/es autour de Joel Olson, formèrent la Fédération Bring the Ruckus, qui se décrivait comme entre le Parti léniniste et le réseau anarchiste. Un autre groupe, fait d'ex-membres du RSL commencèrent à publier The Utopian, et quelques-uns entrèrent dans la NEFAC, fédération anarcho-communiste plateformiste. Plusieurs autres individus devinrent simplement actifs dans des formes de militantisme anarchistes ou non.